# Dolenje, Ajdovščina
Dolenje so naselje v Občini Ajdovščina. Nahaja se v katastrski občini Planina in župniji Ustje. Naselje je del Krajevne skupnosti Ustje-Dolenje. Sestavljeno je iz 3-eh zaselkov Bačarji, Dolenje in Novak

## Geografija
Geografsko se nahaja med gričevjem imenovanim Vipavska Brda in reko Vipavo. Kraj ima submediteransko podnebje. 

## Zgodovina
Zgodovinsko je bil del Okraja Vipava pod Avstro-Ogrsko, kar je pomenilo da je posledično je spadal pod Kranjsko. Enkrat po prvi svetovni vojni je prišel pod Občino Ajdovščino skupaj z naseljem Planina. 

## Kulturna dediščina
Kraj ima dokaj bogato kulturno dediščini, ki vključuje cerkev Sv. Marjete, ki je Renesančna cerkev zgrajena leta 1642. Cerkev je bila obnovljena leta 2011 in od takrat naprej vaščani skrbijo zanjo namesto Planinske župnije.
V naj bolj vzhodnem delu vasi ob reki Vipavi se nahaja Novakov mlin, ki je del tehnične kulturne dediščine vasi in en redkih primirov kombinacije žage in mlina.
Čez reko Vipavo tudi gre tako imenovan Dolenjski most tudi znan kot Napoleonov most, ki je bil zgrajen v času Napoleonovih vojn in je prvi most, ki je potekal čez reko Vipavo preden so zgradili novega, ki direktno povezuje Dolenje z Ajdovščino.

## Najdišče fosilov
V njem je tudi Stane Bačar ob cerkvi  St. Marjete našel nekaj fosilov ki se zdaj nahajajo v Ajdovskem muzeju.

## Dogodki
Skozi vas poteka Vrtovčeva pot ki je poimenovano po Mitju Vrtovcu, ki je ustanovil prvo slovensko vinarsko šolo v sosednji vasi Planina pod Avstro Ogrsko.
Občasno gre skozi vas tudi Rally Vipavska dolin - Ajdovščina, ki se ga priredi vsako leto v maju.

## Znane osebnosti
Stane Bačar (1938-2012), zbiralec fosilov in amaterski zgodovinar

## Prebivalstvo
Etnična sestava 1991:
- Slovenci: 117 (100 %)